# Pasmo Bolechowickie

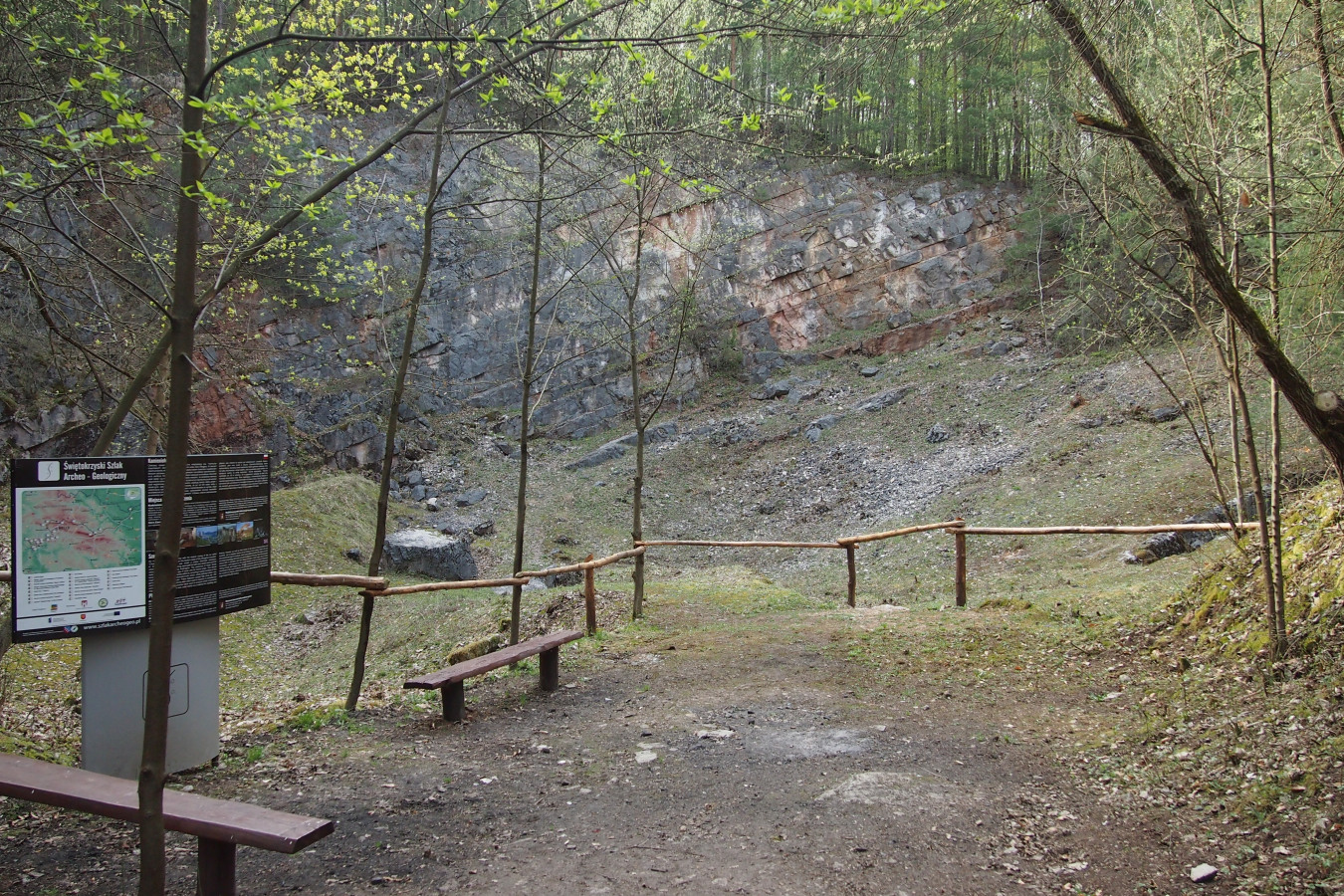
Kamieniołom Szewce

Pasmo Bolechowickie – pasmo Gór Świętokrzyskich, zbudowane z wapieni dewońskich, częściowo przykrytych utworami permskimi. Znajdują się tu liczne marmurołomy, w tym m.in. „Bolechowice” (na Berberysówce), „Zygmuntówka” (na Czerwonej Górze) oraz „Szewce” na Okrąglicy, który istniał już w 1.poł. XVII wieku.
Przez pasmo przebiegają m.in. czerwony szlak turystyczny z Kielc do Chęcin oraz niebieski szlak turystyczny z Chęcin do Łagowa.

## Główne szczyty
- Czerwona Góra (328 m n.p.m.)
- Miejska (332 m n.p.m.)
- Okrąglica (320 m n.p.m.) 50°49′44″N 20°28′30″E/50,828889 20,475000
- Berberysówka (279 m n.p.m.)